# Famine Memorial
Il Famine Memorial, oppure semplicemente Famine, è un gruppo scultoreo in bronzo situato in Irlanda, a Dublino, memoriale della grande carestia.

## Storia
The Famine Memorial è stato commissionato dalla filantropa Norma Smurfit nel 1997, anno in cui l'opera venne anche presentata alla città di Dublino. Le statue, a grandezza naturale, sono state progettate e realizzate dallo scultore dublinese Rowan Gillespie.

## Descrizione
Il memoriale rappresenta una successione di persone a grandezza naturale che sono anche le vittime della Grande carestia irlandese; alcune delle persone raffigurate reggono anche in braccio dei sacchi e tutte sono vestite con stracci, sono molto magre e hanno un'espressione disperata sul volto, qualcuno ha anche la bocca aperta. Alcune persone sono immobili, altre sono piegate e altre ancora stanno camminando.

## Collocazione
Il memoriale è collocato su Customs House Quay, a Dublino.